# NGC 1212
NGC 1212 es una galaxia espiral localizada en la constelación de Perseo. De brillo muy tenue, su magnitud aparente es 16,0 y su brillo superficial es 13,7 mag/arcsec2.
Fue descubierta el 18 de octubre de 1884 por Lewis Swift.